# Rio Jorigue
Rio Jorigue är ett vattendrag i Brasilien.   Det ligger i delstaten Mato Grosso, i den centrala delen av landet, 700 km väster om huvudstaden Brasília.
Omgivningarna runt Rio Jorigue är huvudsakligen savann. Runt Rio Jorigue är det ganska glesbefolkat, med 47 invånare per kvadratkilometer.